# 颜碧君
颜碧君（1923年4月—2013年3月14日），女，祖籍江苏镇江，出生于上海，中国化妆师、造型师、演员。

## 生平
1923年生于上海，家境贫寒，1938年前后进入上海金星影业公司金星电影训练班学习，与后来的知名电影导演谢晋为同学。毕业后，开始从事演员及化妆工作。
1941年，上海金星影业公司并入大中华影业公司，参演了大量话剧作品。
1946年，上海大中华影业公司与一家香港电影公司合作成立香港大中华影业公司，颜碧君随之转战香港，继续从事演员兼化妆工作，期间与知名演员周璇交好。
1951年，返回中国大陆，参与八一电影制片厂的组建，并逐渐专职从事化妆职业，期间塑造大量知名银幕形象，获得多项电影奖项。
2013年3月14日，因病于北京逝世。

## 家庭
丈夫吴天幻曾为八一电影制片厂总工程师。

## 主要作品及荣誉
- 1982年电影《风雨下钟山》，获1983年第3届中国电影金鸡奖最佳化妆奖；
- 1983年电影《廖仲恺》，获1984年第4届中国电影金鸡奖最佳服装奖提名；
- 1983年电影《再生之地》，获1984年第4届中国电影金鸡奖最佳化妆奖提名；
- 1986年电影《血战台儿庄》，获1987年第7届中国电影金鸡奖最佳化妆奖；
- 1987年电视剧《红楼梦》化妆师；
- 1991年电影《周恩来》，获1992年第12届中国电影金鸡奖最佳化妆奖。